# Dentobunus cupreus
Dentobunus cupreus is een hooiwagen uit de familie Sclerosomatidae.